# Linea Ryōmō

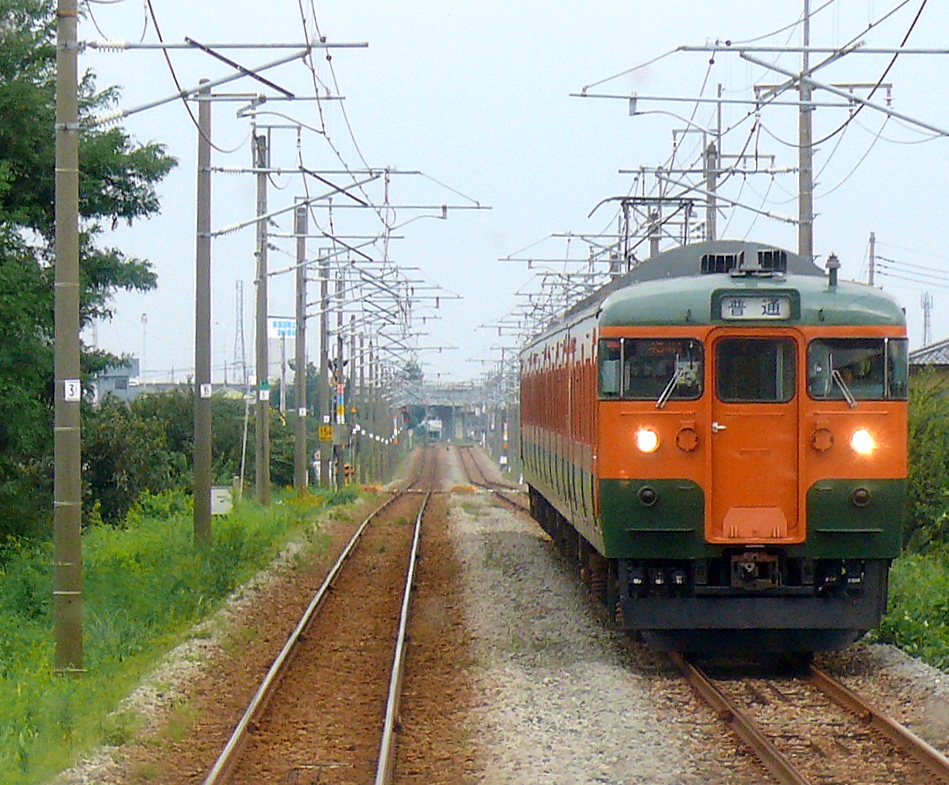
Un treno lungo la sezione a doppio binario della ferrovia

La Linea Ryōmō (両毛線?, Ryōmō-sen) è una linea ferroviaria a carattere regionale giapponese gestita dalla JR East a scartamento ridotto che collega le stazioni di Shin-Maebashi e di Oyama. La linea passa per zone provinciali e rurali nelle prefetture di Tochigi e Gunma, e quasi tutti i treni terminano alla stazione di Takasaki sulla linea Jōetsu.

## Tipi di collegamento
Quasi tutti i treni della linea Ryōmō proseguono la loro corsa oltre il capolinea ferroviario di Shin-Maebashi per attestarsi alla stazione di Takasaki sulla linea Jōetsu. I treni locali circolano alla frequenza di uno all'ora durante il giorno fra Oyama e Maebashi, e due o tre fra Maebashi e Takasaki. Alcuni servizi rapidi provenienti da Ueno e dalla linea Shōnan-Shinjuku percorrono un tratto sulla linea Ryōmō Line, fermando in questa a tutte le stazioni.
L'espresso limitato Akagi unisce Maebashi a Ueno o Shinjuku, mentre nei giorni festivi il servizio è chiamato Weekend Akagi.

## Percorso
| Linea               | Stazione                         | Giapponese             | Distanza   | Distanza | Collegamenti                                                                                   | Posizione          | Posizione |
| Linea               | Stazione                         | Giapponese             | Interstaz. | Totale | Collegamenti                                                                                   | Posizione          | Posizione |
| ------------------- | -------------------------------- | ---------------------- | ---------- | --- | ---------------------------------------------------------------------------------------------- | ------------------ | --------- |
| Linea Ryōmō         | Oyama                            | 小山                   |            | 0.0 | Tōhoku Shinkansen Linea principale Tōhoku (Linea Utsunomiya) Linea Shōnan-Shinjuku, Linea Mito | Oyama              | Tochigi   |
| Linea Ryōmō         | Omoigawa                         | 思川                   | 5.4        | 5.4 |                                                                                                | Oyama              | Tochigi   |
| Linea Ryōmō         | Tochigi                          | 栃木                   | 5.4        | 10.8 | Linea Tōbu Nikkō, Linea Tōbu Utsunomiya                                                        | Tochigi            | Tochigi   |
| Linea Ryōmō         | Ōhirashita                       | 大平下                 | 4.4        | 15.2 |                                                                                                | Tochigi            | Tochigi   |
| Linea Ryōmō         | Iwafune                          | 岩舟                   | 4.1        | 19.3 |                                                                                                | Iwafune Shimotsuga | Tochigi   |
| Linea Ryōmō         | Sano                             | 佐野                   | 7.3        | 26.6 | Linea Tōbu Sano                                                                                | Sano               | Tochigi   |
| Linea Ryōmō         | Tomita                           | 富田                   | 4.5        | 31.1 |                                                                                                | Ashikaga           | Tochigi   |
| Linea Ryōmō         | Stazione di Ashikaga Flower Park | あしかがフラワーパーク | 0.9        | 32.0 |                                                                                                | Ashikaga           | Tochigi   |
| Linea Ryōmō         | Ashikaga                         | 足利                   | 7.1        | 38.2 | Linea Tōbu Isesaki (Ashikagashi)                                                               | Ashikaga           | Tochigi   |
| Linea Ryōmō         | Yamamae                          | 山前                   | 4.5        | 42.7 |                                                                                                | Ashikaga           | Tochigi   |
| Linea Ryōmō         | Omata                            | 小俣                   | 4.6        | 47.3 |                                                                                                | Ashikaga           | Tochigi   |
| Linea Ryōmō         | Kiryū                            | 桐生                   | 5.6        | 52.9 | Linea Watarase Keikoku Linea Jōmō (Nishi-Kiryū)                                                | Kiryū              | Gunma     |
| Linea Ryōmō         | Iwajuku                          | 岩宿                   | 2.3        | 56.9 |                                                                                                | Midori             | Gunma     |
| Linea Ryōmō         | Kunisada                         | 国定                   | 6.4        | 63.3 |                                                                                                | Isesaki            | Gunma     |
| Linea Ryōmō         | Isesaki                          | 伊勢崎                 | 5.8        | 69.1 | Linea Tōbu Isesaki                                                                             | Isesaki            | Gunma     |
| Linea Ryōmō         | Komagata                         | 駒形                   | 5.8        | 74.9 |                                                                                                | Maebashi           | Gunma     |
| Linea Ryōmō         | Maebashi-Ōshima                  | 前橋大島               | 3.2        | 78.1 |                                                                                                | Maebashi           | Gunma     |
| Linea Ryōmō         | Maebashi                         | 前橋                   | 3.8        | 81.9 | Linea Jōmō (Chūō-Maebashi)                                                                     | Maebashi           | Gunma     |
| Linea Ryōmō         | Shin-Maebashi                    | 新前橋                 | 2.5        | 84.4 | Linea Jōetsu (per Shibukawa) Linea Agatsuma                                                    | Maebashi           | Gunma     |
| Linea Jōetsu        | Shin-Maebashi                    | 新前橋                 | 2.5        | 84.4 | Linea Jōetsu (per Shibukawa) Linea Agatsuma                                                    | Maebashi           | Gunma     |
| Ino                 | 井野                             | 3.3                    | 87.7       | | Takasaki                                                                                       |                    | Gunma     |
| Takasaki Tonyamachi | 高崎問屋町                       | 1.2                    | 88.9       | | Takasaki                                                                                       |                    | Gunma     |
| Takasaki            | 高崎                             | 2.8                    | 91.7       | Jōetsu Shinkansen Nagano Shinkansen Linea Takasaki Linea Shōnan-Shinjuku Linea principale Shin'etsu Linea Hachikō Linea Jōshin | Takasaki                                                                                       |                    | Gunma     |